# ¡Ay, qué dolor!
¡Ay, qué dolor! és un vilancet del compositor barroc català Joan Cererols (1618-1680), un dels màxims representants de l'escola montserratina.
Aquest vilancet està escrit per a cinc veus (SATTB) i és conegut per ser una de les peces que inclouen el mateix motiu que utilitza Johann Sebastian Bach en la Passió Segons Sant Mateu. Cererols va ser el primer autor en utilitzar aquest tema i el van seguir molts autors hispànics i europeus al llarg del segle xvi i XVII. És per això que es creu que aquest vilancet el va arribar a conèixer el mateix Bach, encara que el motiu s’estengués per tot Europa. Aquest tema, doncs, descriu el dolor de Crist i totes les peces que l'empren també tenen la mateixa temàtica. L’autor de la lletra podria ser el mateix Joan Cererols. El vilancet és ric rítmicament, amb al·lusions a cançons tradicionals i recursos madrígalístics, seguint els costums hispànics de l’època. Utilitza cromatismes i semitonia per plasmar el dolor de Crist retòricament.

## Lletra
¡Ay, qué dolor! Que adolece la vida y muere de amor.
¡Ay, qué dolor! Lloren los ojos, llore el corazón;
que pendiente de un leño agoniza, cárdeno lirio,
el que es blanca flor.
¡Ay, qué dolor! Enlute sus rayos y eclipse el sol.
Pues que ya el de justicia se pone herido de un odio traidor.
¡Ay, qué dolor! Que adolece la vida y muere de amor.